# Ampulex senex
Ampulex senex is een vliesvleugelig insect uit de familie van de kakkerlakkendoders (Ampulicidae). De wetenschappelijke naam van de soort is voor het eerst geldig gepubliceerd in 1915 door Hans Bischoff.
Het holotype werd in 1911 verzameld door Hans Meyer in Rwanda, toenmalig Duits-Oost-Afrika, op Mount Karisimbi (een berg in het Virunga-gebergte) op 2700 m hoogte. Het heeft een lengte van 22 mm.